# Nacionalno prvenstvo ZDA 1961
Nacionalno prvenstvo ZDA 1961 v tenisu.

## Moški posamično
Roy Emerson :  Rod Laver  7-5 6-3 6-2

## Ženske posamično
Darlene Hard :  Ann Haydon Jones  6-3, 6-4

## Moške dvojice
Chuck McKinley /  Dennis Ralston :  Rafael Osuna /  Antonio Palafox 6–3, 6–4, 2–6, 13–1

## Ženske dvojice
Darlene Hard /  Lesley Turner :  Edda Buding /   Yola Ramírez 6–4, 5–7, 6–0

## Mešane dvojice
Margaret Smith /  Bob Mark :  Darlene Hard /  Dennis Ralston b.b.